# Pyrocoelia sanguiniventer
Pyrocoelia sanguiniventer is een keversoort uit de familie glimwormen (Lampyridae). De wetenschappelijke naam van de soort werd voor het eerst geldig gepubliceerd in 1911 door E. Olivier.